# XXII edició dels Premis Ariel
La XXII edició dels Premis Ariel, organitzada per l'Acadèmia Mexicana d'Arts i Ciències Cinematogràfiques (AMACC), es va celebrar el 1980 a Ciutat de Mèxic per celebrar el millor del cinema durant l'any anterior. Durant la cerimònia, l’AMACC va lliurar el premi Ariel a 17 categories en honor de les pel·lícules estrenades el 1979.

## Premis i nominacions
Nota: Els guanyadors estan llistats primer i destacats en negreta. ⭐
| Millor pel·lícula - El año de la peste ⭐ | Millor direcció - Felipe Cazals – El año de la peste ⭐ - Sergio Olhovich – El infierno de todos tan temido - Raúl Araiza – Fuego en el mar                                                                     |
| Millor actor - Manuel Ojeda – El infierno de todos tan temido ⭐ - Manuel Ojeda – Fuego en el mar - Valentín Trujillo – Perro callejero                             | Millor actriu - Norma Herrera – Fuego en el mar ⭐ - Geraldine Chaplin – La viuda de Montiel - Blanca Guerra – Perro callejero                                                                                  |
| Millor coactuació masculina - José Carlos Ruíz – Fuego en el mar ⭐ - Jorge Humberto Robles – El infierno de todos tan temido - Eric del Castillo – Perro callejero | Millor coactuació femenina - Diana Bracho – El infierno de todos tan temido ⭐ - Isabela Corona – El infierno de todos tan temido - Gloriella Morris – En la cuerda del hambre                                  |
| Millor argument original - Delfina Careaga, Sabina Berman – La tía Alejandra ⭐ - Raúl Araiza – Fuego en el mar - Gilberto Gazcón – Perro callejero                 | Millor guió adaptat - Gabriel García Márquez, Juan Arturo Brennan – El año de la peste ⭐ - Luis Carrión, Sergio Olhovich – El infierno de todos tan temido - José Agustín, Miguel Littín – La viuda de Montiel |
| Millor fotografia - Ángel Bilbatúa, Gerardo Hurtado – Perro callejero ⭐ - Ángel Cruz – El año de la peste - Patricio Castilla – La viuda de Montiel                | Millor edició - Alfredo Rosas Priego – Mar asesino ⭐ - Eufemio Rivera – Bandera rota - Gloria Schoemann – Fuego en el mar                                                                                      |
| Millor escenografia - Salvador Lozano Mena – La tía Alejandra ⭐ - Salvador Lozano Mena – Guyana: Crime of the Century                                              | Millor banda sonora - - Grupo Manchuria – Max Dominio - Leo Brower – La viuda de Montiel |
| Millor opera prima - Gerardo Vallejo – Max Dominio ⭐ - José Luis Urquieta – Al filo de los machetes - Claudio Isaac – Crónica íntima                               | Millor ambientació - Lucero Isaac – La viuda de Montiel ⭐ - Gerardo Hernández, Rafael Brizuela – El año de la peste - Lucero Isaac – La tía Alejandra                                                          |
| Millor curtmetratge - Luis Mandoki – El secreto ⭐ - Daniel González Dueñas – La selva furtiva - Enrique Lucero – Por única vez                                     | Millor curtmetratge documental - Nicolás Echevarría – Teshuinada, semana santa Tarahumara ⭐ - María Elena Velasco – El desempleo - Rosa Martha Fernández – Rompiendo el silencio                               |
| Millor curtmetratge educatiu - Rafael Castanedo – Jubileo ⭐ | Premi especial - Carlos Bustillo Oro ⭐ - Toni Kuhn ⭐ - Rafael Ceballos ⭐ |